# Jonas (calciatore 1984)
Jonas Gonçalves Oliveira, noto semplicemente come Jonas (Bebedouro, 1º aprile 1984), è un ex calciatore brasiliano, di ruolo attaccante.

## Carriera

### Club

#### Inizi
Iniziò a giocare per il Guarani, con il quale segnò 12 reti durante il Campeonato Brasileiro Série B 2005. Il Santos fu il primo club a manifestare interesse, e il 2 gennaio mise sotto contratto Jonas, che con la squadra vinse il Campionato Paulista 2006, segnando 4 gol in partite, prima di subire un'operazione al ginocchio. Nel 2007 Jonas tornò a giocare segnando altri 4 gol nel Campionato Paulista, vincendo nuovamente il titolo ma rimanendo una riserva. Il 12 settembre 2007 Jonas fu acquistato dal Grêmio, debuttando quattro giorni più tardi durante un Gre-Nal.
Fino alla fine del 2007 rimase titolare nella squadra, ma nel mese di luglio 2008, per mancanza di spazio, venne ceduto in prestito alla Portuguesa. Fu presentato il 7 luglio 2008, con accordo per un prestito gratuito. Jonas divenne capocannoniere della squadra, superando Edno, di una rete (9 contro 8). Terminato il prestito tornò al Grêmio, tornando a giocare il 24 gennaio 2009 contro l'Esportivo, all'Estádio Olímpico Monumental, partita del Campionato Gaúcho 2009.

#### Valencia
Il 24 gennaio 2011 passa al Valencia. Il 27 febbraio segna il suo primo gol con la maglia del Valencia contro l'Athletic Bilbao, gol che poi si rivelerà decisivo nell'1-2 allo stadio di San Mamés. Mentre il 23 aprile 2011 torna nuovamente al gol contro il Real Madrid di José Mourinho aggiungendo a questo anche un assist in una gara che però finirà 3-6 per i madridisti. Il 1º novembre mette a segno il secondo goal più veloce della storia della Champions League in 10,5 secondi contro il Bayer Leverkusen, secondo solo a Roy Makaay. È diventato un elemento chiave della squadra valenciana, formando un'ottima coppia con Roberto Soldado, tra le più letali della Liga spagnola.

#### Benfica
Il 12 settembre 2014 viene ingaggiato dal Benfica, con cui firma un contratto biennale. Nella stagione 2015-2016 realizza 32 reti, classificandosi quarto nella corsa alla Scarpa d'oro, superato solo da Luis Suárez, Gonzalo Higuaín e Cristiano Ronaldo.
Il 9 luglio 2019 ha annunciato il ritiro dal calcio giocato.

### Nazionale
Il 27 marzo 2011 debutta con la nazionale maggiore, subentrando a Leandro Damião durante un'amichevole contro la Scozia e il 14 novembre successivo realizza le sue prime due reti all'Egitto. Dopo 8 presenze, viene richiamato dal Brasile nel marzo 2016, a distanza di più di tre anni e mezzo dall'ultima apparizione ufficiale. Nello stesso anno viene anche convocato per la Copa América Centenario negli Stati Uniti, in sostituzione dell'infortunato Ricardo Oliveira, dove, però, non disputa alcuna partita.

## Statistiche

### Presenze e reti nei club
Statistiche aggiornate al termine della carriera da calciatore.
| Stagione        | Squadra         | Campionato      | Campionato | Campionato | Coppe nazionali | Coppe nazionali | Coppe nazionali | Coppe continentali | Coppe continentali | Coppe continentali | Altre coppe | Altre coppe | Altre coppe | Totale | Totale |
| Stagione        | Squadra         | Comp pl         | Pres24     | Reti27     | Comp            | Pres            | Reti            | Comp               | Pres               | Reti               | Comp        | Pres        | Reti        | Pres   | Reti   |
| --------------- | --------------- | --------------- | ---------- | ---------- | --------------- | --------------- | --------------- | ------------------ | ------------------ | ------------------ | ----------- | ----------- | ----------- | ------ | ------ |
| 2005            | Guarani         | A1/SP+B         | 3+25       | 1+12       | CB              | 1               | 0               | -                  | -                  | -                  | -           | -           | -           | 29     | 13     |
| 2006            | Santos          | A1/SP+A         | 6+16       | 4+1        | CB              | 0               | 0               | CS                 | 4                  | 0                  | -           | -           | -           | 26     | 5      |
| 2007            | Santos          | A1/SP+A         | 17+5       | 3+0        | CB              | 0               | 0               | CL                 | 8                  | 1                  | -           | -           | -           | 30     | 4      |
| Totale Santos   | Totale Santos   | Totale Santos   | 23+21      | 7+1        |                 | -               | -               |                    | 12                 | 1                  |             | -           | -           | 56     | 9      |
| 2007            | Grêmio          | A1/GA+A         | 0+12       | 0+3        | -               | -               | -               | -                  | -                  | -                  | -           | -           | -           | 12     | 3      |
| 2008            | Grêmio          | A1/GA+A         | 8+3        | 3+0        | CB              | 3               | 0               | -                  | -                  | -                  | -           | -           | -           | 14     | 3      |
| 2008            | Portuguesa      | A1/SP+A         | 0+25       | 0+10       | -               | -               | -               | -                  | -                  | -                  | -           | -           | -           | 25     | 10     |
| 2009            | Grêmio          | A1/GA+A         | 15+26      | 8+14       | CB              | 0               | 0               | CL                 | 8                  | 2                  |             | -           | -           | 49     | 24     |
| 2010            | Grêmio          | A1/GA+A         | 21+33      | 11+23      | CB              | 9               | 8               | CS                 | 2                  | 0                  | -           | -           | -           | 65     | 42     |
| 2011            | Grêmio          | A1/GA+A         | 2+0        | 3+0        | CB              | 0               | 0               | CL                 | 0                  | 0                  | -           | -           | -           | 2      | 3      |
| Totale Grêmio   | Totale Grêmio   | Totale Grêmio   | 46+74      | 25+40      |                 | 12              | 8               |                    | 10                 | 2                  |             | -           | -           | 142    | 75     |
| gen.-giu. 2011  | Valencia        | PD              | 13         | 3          | CR              | 0               | 0               | UCL                | 1                  | 0                  | -           | -           | -           | 14     | 3      |
| 2011-2012       | Valencia        | PD              | 34         | 10         | CR              | 7               | 4               | UCL+UEL            | 5+8                | 3+2                | -           | -           | -           | 54     | 19     |
| 2012-2013       | Valencia        | PD              | 35         | 13         | CR              | 6               | 1               | UCL                | 8                  | 5                  | -           | -           | -           | 49     | 19     |
| 2013-2014       | Valencia        | PD              | 31         | 10         | CR              | 1               | 0               | UEL                | 8                  | 0                  | -           | -           | -           | 40     | 10     |
| Totale Valencia | Totale Valencia | Totale Valencia | 113        | 36         |                 | 14              | 5               |                    | 30                 | 10                 |             | -           | -           | 157    | 51     |
| 2014-2015       | Benfica         | PL              | 27         | 20         | CP+CdL          | 3+5             | 6+5             | UCL                | 0                  | 0                  | SP          | 0           | 0           | 35     | 31     |
| 2015-2016       | Benfica         | PL              | 34         | 32         | CP+CdL          | 1+3             | 0+2             | UCL                | 9                  | 2                  | SP          | 1           | 0           | 48     | 36     |
| 2016-2017       | Benfica         | PL              | 19         | 13         | CP+CdL          | 3+4             | 2+2             | UCL                | 1                  | 0                  | SP          | 1           | 1           | 28     | 18     |
| 2017-2018       | Benfica         | PL              | 30         | 34         | CP+CdL          | 2+2             | 1+1             | UCL                | 6                  | 0                  | SP          | 1           | 1           | 41     | 37     |
| 2018-2019       | Benfica         | PL              | 22         | 11         | CP+CdL          | 3+1             | 2+0             | UCL+UEL            | 2+3                | 1+1                | -           | -           | -           | 31     | 15     |
| Totale Benfica  | Totale Benfica  | Totale Benfica  | 132        | 110        |                 | 27              | 21              |                    | 21                 | 4                  |             | 3           | 2           | 183    | 137    |
| Totale carriera | Totale carriera | Totale carriera | 462        | 242        |                 | 54              | 34              |                    | 73                 | 17                 |             | 3           | 2           | 592    | 295    |

### Cronologia presenze e reti in nazionale
| Cronologia completa delle presenze e delle reti in nazionale ― Brasile | Cronologia completa delle presenze e delle reti in nazionale ― Brasile | Cronologia completa delle presenze e delle reti in nazionale ― Brasile | Cronologia completa delle presenze e delle reti in nazionale ― Brasile | Cronologia completa delle presenze e delle reti in nazionale ― Brasile | Cronologia completa delle presenze e delle reti in nazionale ― Brasile | Cronologia completa delle presenze e delle reti in nazionale ― Brasile | Cronologia completa delle presenze e delle reti in nazionale ― Brasile |
| Data                                                                   | Città                                                                  | In casa                                                                | Risultato                                                              | Ospiti                                                                 | Competizione                                                           | Reti                                                                   | Note                                                                   |
| ---------------------------------------------------------------------- | ---------------------------------------------------------------------- | ---------------------------------------------------------------------- | ---------------------------------------------------------------------- | ---------------------------------------------------------------------- | ---------------------------------------------------------------------- | ---------------------------------------------------------------------- | ---------------------------------------------------------------------- |
| 27-3-2011                                                              | Londra                                                                 | Scozia                                                                 | 0 – 2                                                                  | Brasile                                                                | Amichevole                                                             | -                                                                      | 79’                                                                    |
| 7-10-2011                                                              | San José                                                               | Costa Rica                                                             | 0 – 1                                                                  | Brasile                                                                | Amichevole                                                             | -                                                                      | 82’                                                                    |
| 11-10-2011                                                             | Torreón                                                                | Messico                                                                | 1 – 2                                                                  | Brasile                                                                | Amichevole                                                             | -                                                                      | 80’                                                                    |
| 10-11-2011                                                             | Libreville                                                             | Gabon                                                                  | 0 – 2                                                                  | Brasile                                                                | Amichevole                                                             | -                                                                      | 77’                                                                    |
| 14-11-2011                                                             | Ar Rayyan                                                              | Brasile                                                                | 2 – 0                                                                  | Egitto                                                                 | Amichevole                                                             | 2                                                                      | 75’                                                                    |
| 28-2-2012                                                              | San Gallo                                                              | Bosnia ed Erzegovina                                                   | 1 – 2                                                                  | Brasile                                                                | Amichevole                                                             | -                                                                      | 90’                                                                    |
| 7-9-2012                                                               | San Paolo                                                              | Brasile                                                                | 1 – 0                                                                  | Sudafrica                                                              | Amichevole                                                             | -                                                                      | 71’                                                                    |
| 10-9-2012                                                              | Recife                                                                 | Brasile                                                                | 8 – 0                                                                  | Cina                                                                   | Amichevole                                                             | -                                                                      | 72’                                                                    |
| 29-3-2016                                                              | Asunción                                                               | Paraguay                                                               | 2 – 2                                                                  | Brasile                                                                | Qual. Mondiali 2018                                                    | -                                                                      | 80’                                                                    |
| Totale                                                                 |                                                                        | Presenze                                                               | 9                                                                      |                                                                        | Reti                                                                   | 2                                                                      |                                                                        |

## Palmarès

### Club

#### Competizioni statali
- Campionato paulista: 2

Santos: 2006, 2007

#### Competizioni nazionali
- Coppa di Lega portoghese: 2

Benfica: 2014-2015, 2015-2016
- Campionato portoghese: 4

Benfica: 2014-2015, 2015-2016, 2016-2017, 2018-2019
- Supercoppa di Portogallo: 2

Benfica: 2016, 2017
- Coppa del Portogallo: 1

Benfica: 2016-2017

### Individuale
- Capocannoniere del Campeonato Brasileiro Série A: 1

2010 (23 gol)
- Capocannoniere della Primeira Liga: 2

2015-2016 (32 gol), 2017-2018 (34 gol)
- Calciatore portoghese dell'anno: 2

2015, 2016